# Zjitinka
Zjitinka (ryska: Житинка) är ett vattendrag i Belarus.   Det ligger i voblasten Mahiljoŭs voblast, i den centrala delen av landet, 100 km sydost om huvudstaden Minsk.
I omgivningarna runt Zjitinka växer i huvudsak blandskog. Runt Zjitinka är det ganska glesbefolkat, med 29 invånare per kvadratkilometer.